# Gunung Sibabau
Gunung Sibabau är ett berg i Indonesien.   Det ligger i provinsen Aceh, i den västra delen av landet, 1 700 km nordväst om huvudstaden Jakarta. Toppen på Gunung Sibabau är 625 meter över havet, eller 348 meter över den omgivande terrängen. Bredden vid basen är 8,1 km.
Terrängen runt Gunung Sibabau är huvudsakligen kuperad.  Trakten runt Gunung Sibabau är nära nog obefolkad, med mindre än två invånare per kvadratkilometer. I omgivningarna runt Gunung Sibabau växer i huvudsak städsegrön lövskog.